# Brandvæsen
 Denne artikel omhandler overvejende eller alene danske forhold. Hjælp gerne med at gøre artiklen mere almen.
Brandvæsenet er en offentlig virksomhed, der har til opgave at udføre brandslukning og lignende. Opgaven varetages i Danmark af det kommunale redningsberedskab, men er i en del kommuner udliciteret.

## Brandvæsen i Danmark
Et kommunalt redningsberedskab har primært til opgave at slukke brande og udføre redningsarbejde ved ulykker. Enhver kommune er pålagt at have et redningsberedskab, hvis kommunen ikke ønsker at drive redningsberedskabet kan dette udliciteres til et privat firma eller en nabokommune.
De kommunale redningsberedskaber står ikke for ambulanceberedskabet; dette er en regionsopgave.
Brandvæsnet (det kommunale redningsberedskab) er overordnet underlagt Forsvarsministeren. Det kommunale redningsberedskabs opgaver er reguleret i Beredskabsloven.
I Beredskabsloven, § 9, præciseres det, at det kommunale redningsberedskab hører under kommunalbestyrelsen.
Jf. Beredskabsloven, § 12, skal det kommunale redningsberedskab kunne yde en forsvarlig indsats mod skader på personer, ejendom og miljøet ved ulykker og katastrofer, herunder krigshandlinger (…). Opbygningen af beredskabet sker efter en lokal, risikobaseret dimensionering.
Kommunen kan vælge at etablere eget brandvæsen, samordne brandvæsnet med andre kommuner, udlicitere opgaven til en privat entreprenør (f.eks. Falck m.fl.) eller Beredskabskorpset.
Falck står for ca. 60% af brandslukningen i Danmark og er således den største aktør på brandslukningsområdet.

## Brandvæsner i Danmark
Herunder ses en liste over danske brandvæsner, efter beredskabsreformen i 2016.
| Brandvæsen                             | Oprettet | Kommuner | km²      | Indbyggertal     |
| -------------------------------------- | -------- | --- | -------- | ---------------- |
| Beredskab og Sikkerhed                 | 2016     | Favrskov Kommune, Norddjurs Kommune, Randers Kommune, Syddjurs Kommune |          |                  |
| Beredskab 4K                           | 2020     | Greve Kommune, Høje-Taastrup Kommune, Ishøj Kommune, Vallensbæk Kommune |          |                  |
| Beredskab Fyn                          | 2016     | Odense Kommune, Nyborg Kommune, Svendborg Kommune, Ærø Kommune, Nordfyns Kommune, Langeland Kommune, Kerteminde Kommune, Faaborg-Midtfyn Kommune, Assens Kommune                                                |          |                  |
| Beredskab Sønderborg                   |          | Sønderborg Kommune | 495,86   | 74.220 pr. 2020  |
| Beredskab Øst                          | 2016     | Ballerup Kommune, Gentofte Kommune, Gladsaxe Kommune, Herlev Kommune, Lyngby-Taarbæk Kommune |          |                  |
| Bornholms Brandvæsen                   | 2016     | Bornholms Regionskommune | 589,38   | 39.499 pr. 2020  |
| Brand & Redning Køge                   | 2020     | Køge Kommune, Solrød Kommune, Stevns Kommune |          |                  |
| Brand & Redning MidtVest               | 2016     | Herning Kommune, Ikast-Brande Kommune, Ringkøbing-Skjern Kommune |          |                  |
| Brand & Redning Sønderjylland          |          | Aabenraa Kommune, Haderslev Kommune, Tønder Kommune | 2.938,79 | 151.797 pr. 2020 |
| Frederiksborg Brand og Redning         | 2016     | Egedal Kommune, Frederikssund Kommune, Furesø Kommune, Halsnæs Kommune, Hillerød Kommune |          |                  |
| Gribskov Beredskab                     |          | Gribskov Kommune |          |                  |
| Helsingør Kommunes Beredskab           |          | Helsingør Kommune | 121,64   | 62.695 pr. 2020  |
| Hovedstadens Beredskab                 | 2016     | Københavns Kommune, Frederiksberg Kommune, Albertslund Kommune, Brøndby Kommune, Glostrup Kommune, Rødovre Kommune, Hvidovre Kommune, Dragør Kommune                                                            |          |                  |
| Lejre Brandvæsen                       |          | Lejre Kommune |          |                  |
| Lolland-Falster Brandvæsen             | 2016     | Lolland Kommune, Guldborgsund Kommune | 1.794,34 | 101.827 pr. 2020 |
| Midt- og Sydsjællands Brand og Redning | 2016     | Næstved Kommune, Ringsted Kommune, Vordingborg Kommune, Faxe Kommune | 2.004,08 | 200.137 pr. 2020 |
| Midtjysk Brand & Redning               | 2016     | Viborg Kommune, Silkeborg Kommune |          |                  |
| Nordjyllands Beredskab                 | 2016     | Aalborg Kommune, Brønderslev Kommune, Frederikshavn Kommune, Hjørring Kommune, Jammerbugt Kommune, Læsø Kommune, Mariagerfjord Kommune, Morsø Kommune, Rebild Kommune, Thisted Kommune, Vesthimmerlands Kommune |          |                  |
| Nordsjællands Brandvæsen               | 2016     | Allerød Kommune, Fredensborg Kommune, Hørsholm Kommune, Rudersdal Kommune |          |                  |
| Nordvestjyllands Brandvæsen            | 2016     | Holstebro Kommune, Lemvig Kommune, Skive Kommune, Struer Kommune |          |                  |
| Roskilde Brandvæsen                    | 2020     | Roskilde Kommune | 212,05   | 87.914 pr. 2020  |
| Slagelse Brand og Redning              |          | Slagelse Kommune, Sorø Kommune | 570,10   | 79.073 pr. 2020  |
| Sydvestjysk Brandvæsen                 | 2016     | Esbjerg Kommune, Varde Kommune, Fanø Kommune | 2.091,05 | 168.932 pr. 2020 |
| Sydøstjyllands Brandvæsen              | 2016     | Hedensted Kommune, Horsens Kommune |          |                  |
| TrekantBrand                           | 2016     | Fredericia Kommune, Billund Kommune, Kolding Kommune, Middelfart Kommune, Vejen Kommune |          |                  |
| Tårnby Brandvæsen                      | 2016     | Tårnby Kommune | 66,17    | 42.989 pr. 2020  |
| Vejle Brandvæsen                       |          | Vejle Kommune |          |                  |
| Vestsjællands Brandvæsen               | 2016     | Kalundborg Kommune, Holbæk Kommune, Odsherred Kommune |          |                  |
| Østjyllands Brandvæsen                 | 2016     | Aarhus Kommune, Skanderborg Kommune, Samsø Kommune, Odder Kommune |          |                  |